# Baby, Hold Me Close
Singles de Jerry Lee Lewis
Carry Me Back to Old Virginia
(1965) Sticks and Stones
(1966)
Baby, Hold Me Close est une chanson écrite par Jerry Lee Lewis et Bob Tubert,. Le single sort, aux États-Unis, en février 1965, sous le label Smash Records mais aussi au Royaume-Uni, en 1965, chez Philips Records. La chanson figure sur plusieurs albums et compilations de Jerry Lee Lewis dont, pour la première fois, The Return of Rock, sorti en 1965.
La chanson est reprise en 1965, par le groupe australien Billy Thorpe and the Aztecs (en).

## Source de la traduction
- (en) Cet article est partiellement ou en totalité issu de l’article de Wikipédia en anglais intitulé « Baby, Hold Me Close » (voir la liste des auteurs).